# Robert Noireau
Robert Noireau, né le 2 septembre 1912 à Vicq et mort le 10 avril 1999 à Beauvais, est un entrepreneur et résistant français, Compagnon de la Libération. Engagé dès 1940 à Paris dans la poursuite de la lutte contre l'occupant allemand, la pression de la Gestapo le contraint à s'exiler dans le sud de la France où il exerce, pendant toute la Seconde Guerre mondiale, sous le pseudonyme de « Georges », d'importantes fonctions au sein des mouvements de résistance du Gard, de l'Aveyron et du Lot.

## Biographie

### Jeunesse et engagement
Robert Noireau naît le 2 septembre 1912 à Vicq, dans le Nord, d'un père assureur. Après ses études, il travaille dans le domaine du bâtiment. En octobre 1933, il commence son service militaire dans l'armée de l'air, mais il est réformé pour raisons de santé l'année suivante
. Il reprend alors son travail dans le bâtiment où il ne tarde pas à devenir cadre.

### Seconde Guerre mondiale
Mobilisé en 1940, son appartenance au parti communiste lui vaut d'être affecté à la 1re compagnie spéciale de travailleurs militaires qui accueillent des sympathisants communistes dont les autorités françaises se méfient depuis la signature du pacte germano-soviétique,. Relégué à des travaux de génie, il ne combat pas et est démobilisé en août 1940. Mécontent de l'armistice signé deux mois auparavant, il s'engage dans la résistance dès le mois de septembre et rejoint l'organisation spéciale du parti communiste pour laquelle il est responsable de la zone Paris-Ouest. Arrêté en février 1941, il passe plusieurs mois en prison avant de bénéficier d'une libération provisoire pour raisons de santé en août 1941. Il en profite alors pour s'évader en zone non-occupée.
Arrivé dans le sud, il s'établit dans le Gard et l'Aveyron où il participe à des actions de sabotage dans les houillères de Decazeville et les charbonnages du bassin d'Alès. Il est particulièrement actif à Robiac et à Aubin où il est arrêté par la Gestapo le 3 août 1943. Parvenu dès le lendemain à s'évader de la prison de Rodez, il rejoint le Lot où il s'engage dans le maquis local sous le pseudonyme de lieutenant-colonel « Georges ». Reconnu pour ses talents d'organisateur, il remanie et structure complètement le maquis, faisant de celui-ci une unité combattante parfaitement fonctionnelle. Chef départemental de l'Armée secrète, il devient ensuite chef départemental des Mouvements unis de la Résistance (MUR), tout en commandant parallèlement les Francs-tireurs et partisans (FTP) locaux. Ce double commandement lui permet de réaliser efficacement l'union des différents mouvements de résistance dans le cadre de la constitution, au début de l'année 1944, des Forces françaises de l'intérieur (FFI), dont il devient le chef d'état-major pour le département du Lot. Il est en contact étroit avec les autres mouvements de résistance de la région R4, et particulièrement avec Serge Ravanel, chef régional des FFI. Dès février, Robert Noireau est à la tête de 1 200 hommes qu'il mène dans de nombreuses opérations de sabotage des lignes ferroviaires et d'attaque de convois ennemis.
Atteignant 5 500 hommes en juin 1944, les FFI de Robert Noireau participent à la libération du Lot et s'emparent de Cahors le 17 août 1944. Le 20 août, à l'appel de Serge Ravanel qui a décidé la libération de Toulouse, il arrive à la tête de ses hommes dans la ville... que les Allemands viennent d'abandonner. Le 23 août, Robert Noireau prend le commandement de la place militaire de cette ville sous les ordres du général Philibert Collet, chef de la région militaire. À ce poste jusqu'au 31 décembre 1944, il est nommé, le 1er janvier 1945, commandant du 2e régiment d'infanterie FFI du Lot, qui devient ensuite le 8e régiment d'infanterie. Il mène cette unité dans la réduction des poches de l'Atlantique et s'illustre particulièrement lors des combats de la poche de Royan et de la pointe de Grave où il s'empare de nombreuses positions fortifiées ennemies.

### Après-guerre
À la fin de la guerre, Robert Noireau retrouve son activité dans le bâtiment et devient entrepreneur à Boulogne-sur-Mer. Il y retrouve un autre Compagnon de la Libération, Gilbert Bugeac, avec lequel il fonde en 1950 une entreprise de travaux public au Sénégal. Il prend sa retraite en 1978.
Robert Noireau meurt le 10 avril 1999 à Beauvais, dans l'Oise. Il est inhumé à Berthecourt.

## Décorations
|  |  |  |  |  |  |
|  |  |  |  |  |  |
|  |  |  |  |  |  |

| Commandeur de la Légion d'honneur               | Commandeur de la Légion d'honneur               | Compagnon de la Libération                      | Compagnon de la Libération                                              | Commandeur de l'Ordre national du Mérite                                | Commandeur de l'Ordre national du Mérite                                |
| Croix de guerre 1939-1945 Avec une palme        | Croix de guerre 1939-1945 Avec une palme        | Médaille de la Résistance française             | Médaille de la Résistance française                                     | Croix du combattant volontaire Avec agrafe "Guerre 1939-1945"           | Croix du combattant volontaire Avec agrafe "Guerre 1939-1945"           |
| Croix du combattant volontaire de la Résistance | Croix du combattant volontaire de la Résistance | Croix du combattant volontaire de la Résistance | Médaille de la déportation et de l'internement pour faits de Résistance | Médaille de la déportation et de l'internement pour faits de Résistance | Médaille de la déportation et de l'internement pour faits de Résistance |

## Publications
- Le temps des partisans, Paris, Flammarion, 1978, 372 p. (ISBN 2-08-064115-8).